# ウタイテ
株式会社ウタイテは、2.5次元IPグループ「UTAITE」の運営、コンテンツIPを利用したライブ運営、グッズ販売を行う日本の企業。2022年12月に倉田将志によって設立された。

## 概要
「心が躍る感動を、世界へ（Sparkle your Heart, to the world.）」をミッションに、インターネット上でアバターで活動しリアルイベントでは生身で活動する「2.5次元IP」の開発・運営を行っている。
主力事業は2.5次元IPグループ「UTAITE」の運営であり、2024年5月には同社初の男性歌い手ユニットである「すぱどり（英：SUPER STAR DREAMER）」が同グループよりデビューした。

## 経歴
- 2022年
  - 12月、資本金1億円で倉田将志によって設立。
- 2023年
  - 9月、プレシードラウンドにて1.3億円の資金調達を実施。
  - 10月、シードラウンドにてZ Venture Capitalをリード投資家として4.7億円の資金調達を実施
  - 10月31日、同社初のオーディションとなる「ウタイテニュースターオーディション」を開催。
- 2024年
  - 4月、シリーズA1stクローズにてグロービス・キャピタル・パートナーズをリード投資家として10億円の資金調達を実施。

| スタブアイコン | サブスタブ | この項目は、まだ閲覧者の調べものの参照としては役立たない、企業に関連した書きかけの項目です。この項目を加筆・訂正などしてくださる協力者を求めています（PJ:経済）。 |